# Boris Abramowitsch Rosenfeld
Boris Abramowitsch Rosenfeld, oder Rozenfeld, (russisch Борис Абрамович Розенфельд, wiss. Transliteration Boris Abramovič Rozenfel'd; * 30. August 1917 in Petrograd; † 5. April 2008) war ein russischer Mathematiker (Geometrie, Liegruppen) und Mathematikhistoriker.
Rosenfeld studierte an der Lomonossow-Universität (Abschluss 1939). 1942 wurde er promoviert, 1947 habilitierte er sich (alles an der Lomonossow-Universität). 1950 wurde er Professor in Baku. Ab 1955 war er wieder an verschiedenen Hochschulen in Moskau tätig, seit 1964 am Institut für Geschichte der Naturwissenschaften und Technik der Akademie der Wissenschaften der UdSSR. Zuletzt lehrte er am State College in Pennsylvania.
Rosenfeld beherrschte arabische und andere orientalische Sprachen und war als Experte für die Mathematik des Mittelalters bekannt. Er gab die Handschriften verschiedener arabischer und orientalischer Gelehrter heraus, wie Al-Chwarizmi und Al-Kaschi (Schlüssel zur Arithmetik, 1956). Er beschäftigte sich auch mit der Geschichte der nichteuklidischen Geometrie und mit Geometrie von Jordan-Algebren und Lie-Gruppen. Er arbeitete mit Galina Pawlowna Matwijewskaja zusammen.
Rosenfeld betreute über 70 Doktoranden.
Er war korrespondierendes Mitglied der International Academy of Science History (seit 1971) und der Akademie der Wissenschaften von Barcelona.

## Schriften
- mit Adolf Juschkewitsch: Die Mathematik der Länder des Ostens im Mittelalter. In: Gerhard Harig (Hrsg.): Sowjetische Beiträge zur Geschichte der Naturwissenschaft. Verlag der Wissenschaften, Berlin 1960, S. 62–160.
- mit Адольф П. Юшкевич: Омар Хайям. Наука, Moskau 1965.
- A history of noneuclidean geometry. Evolution of the concept of a geometric space (= Studies in the History of Mathematics and Physical Sciences. 12). Springer, New York NY u. a. 1988, ISBN 3-540-96458-4.
- mit Maks A. Akivis: Élie Cartan: (1869–1951) (= Translations of Mathematical Monographs. 123). American Mathematical Society, Providence RI 1993, ISBN 0-8218-4587-X.
- Geometry of Lie groups (= Mathematics and its Applications. 393). Kluwer, Dordrecht u. a. 1997, ISBN 0-7923-4390-5.
- mit Ekmeleddin Ihsanoğlu: Mathematicians, Astronomers, and Other Scholars of Islamic Civilization and their Works (7th – 19th c.) (= İlim tarihi kaynakları ve araştırmaları serisi. 11). Research Center for Islamic History, Art and Culture, Istanbul 2003, ISBN 92-9063-127-9.